# Hussigny-Godbrange
Hussigny-Godbrange és un municipi francès situat al departament de Meurthe i Mosel·la i a la regió del Gran Est. L'any 2007 tenia 3.243 habitants.

## Demografia

### Població
El 2007 la població de fet de Hussigny-Godbrange era de 3.243 persones. Hi havia 1.373 famílies, de les quals 405 eren unipersonals (181 homes vivint sols i 224 dones vivint soles), 401 parelles sense fills, 405 parelles amb fills i 162 famílies monoparentals amb fills.
La població ha evolucionat segons el següent gràfic:
Habitants censats

### Habitatges
El 2007 hi havia 1.501 habitatges, 1.399 eren l'habitatge principal de la família, 1 era una segona residència i 101 estaven desocupats. 1.094 eren cases i 406 eren apartaments. Dels 1.399 habitatges principals, 1.042 estaven ocupats pels seus propietaris, 326 estaven llogats i ocupats pels llogaters i 32 estaven cedits a títol gratuït; 6 tenien una cambra, 95 en tenien dues, 267 en tenien tres, 413 en tenien quatre i 618 en tenien cinc o més. 997 habitatges disposaven pel capbaix d'una plaça de pàrquing. A 634 habitatges hi havia un automòbil i a 580 n'hi havia dos o més.

### Piràmide de població
La piràmide de població per edats i sexe el 2009 era:
| Homes | Edats   | Dones |
| ----- | ------- | ----- |
| 0     | 95 o +  | 12    |
| 0     | 90 a 94 | 0     |
| 16    | 85 a 89 | 20    |
| 0     | 80 a 84 | 36    |
| 64    | 75 a 79 | 44    |
| 68    | 70 a 74 | 100   |
| 104   | 65 a 69 | 80    |
| 76    | 60 a 64 | 120   |
| 68    | 55 a 59 | 56    |
| 88    | 50 a 54 | 96    |
| 152   | 45 a 49 | 116   |
| 116   | 40 a 44 | 124   |
| 132   | 35 a 39 | 124   |
| 92    | 30 a 34 | 108   |
| 132   | 25 a 29 | 112   |
| 76    | 20 a 24 | 44    |
| 76    | 15 a 19 | 84    |
| 88    | 10 a 14 | 76    |
| 84    | 5 a 9   | 100   |
| 84    | 0 a 4   | 56    |

## Economia
El 2007 la població en edat de treballar era de 2.122 persones, 1.544 eren actives i 578 eren inactives. De les 1.544 persones actives 1.372 estaven ocupades (756 homes i 616 dones) i 172 estaven aturades (77 homes i 95 dones). De les 578 persones inactives 181 estaven jubilades, 167 estaven estudiant i 230 estaven classificades com a «altres inactius».

### Ingressos
El 2009 a Hussigny-Godbrange hi havia 1.329 unitats fiscals que integraven 3.069 persones, la mediana anual d'ingressos fiscals per persona era de 18.260 €.

### Activitats econòmiques
Dels 70 establiments que hi havia el 2007, 3 eren d'empreses extractives, 3 d'empreses alimentàries, 3 d'empreses de fabricació d'altres productes industrials, 17 d'empreses de construcció, 10 d'empreses de comerç i reparació d'automòbils, 3 d'empreses de transport, 5 d'empreses d'hostatgeria i restauració, 1 d'una empresa d'informació i comunicació, 2 d'empreses financeres, 3 d'empreses immobiliàries, 2 d'empreses de serveis, 15 d'entitats de l'administració pública i 3 d'empreses classificades com a «altres activitats de serveis».
Dels 24 establiments de servei als particulars que hi havia el 2009, 1 era una oficina de correu, 3 tallers de reparació d'automòbils i de material agrícola, 4 guixaires pintors, 4 fusteries, 3 lampisteries, 1 electricista, 2 empreses de construcció, 2 perruqueries, 3 restaurants i 1 agència immobiliària.
Dels 5 establiments comercials que hi havia el 2009, 2 eren botiges de menys de 120 m² i 3 fleques.
L'any 2000 a Hussigny-Godbrange hi havia 6 explotacions agrícoles.

## Equipaments sanitaris i escolars
El 2009 hi havia 1 farmàcia i 1 ambulància.
El 2009 hi havia 2 escoles elementals.

## Poblacions més properes
El següent diagrama mostra les poblacions més properes.